# のんちゃん
のんちゃんとは、大船観音寺のキャラクター。

## 概要
神奈川県鎌倉市岡本一丁目にある曹洞宗の寺、大船観音寺で2012年に誕生した大船観音のゆるキャラで、イベントなどにも参加している。

## 名前の由来
観音（かんのん）の「のん」を取ってさらに女の子に使う「ちゃん」を足した名前となっている。

## 特徴
のんちゃんは大船観音から抜け出した妖精のようなもので、「の」の文字があしらわれたペンダントをしている。

### プロフィール
| 項目         | |  |
| ------------ | --- |  |
| 住まい       | 鎌倉市の大船駅西口にある観音山                                                                         |  |
| 年齢         | ナイショ                                                                                               |  |
| 性別         | 女の子                                                                                                 |  |
| ライバル     | 自由の女神                                                                                             |  |
| 好きなもの   | 桜（特に、玉縄桜）                                                                                     |  |
| 好きな食べ物 | 最中                                                                                                   |  |
| 特技         | ゆるキャラグランプリの紹介では、「ザリガニ」取りと「太極拳」。のんちゃんのサイトでは「船を漕ぐこと」。 |  |
| 言葉遣い     | 語尾に「のん」を付ける                                                                                 |  |

## その他
湘南モノレール「しょもたん号」の出発式にしょもたんと共に登場した。しょもたん号には「のんちゃん」のイラストも載せられている。